# Khumba
Pour plus de détails, voir Fiche technique et Distribution.
Khumba est un long métrage d'animation sud-africain en images de synthèse réalisé par Anthony Silverston et sorti en 2013. C'est un film à composante  ayant pour personnages des animaux de la savane sud-africaine. Le film a reçu un accueil plutôt positif en France (2,9/5 sur Allociné) mais mitigé dans les régions anglophones (5,7/10 sur l'Internet Movie Database et 44% sur Rotten Tomatoes).

## Synopsis
En Afrique du Sud, à l'époque contemporaine, Khumba est un jeune quagga qui n'a de rayures que sur la partie antérieure de son corps. À cause de cette particularité, la plupart des autres membres de son troupeau le considèrent comme responsable de la sécheresse qui s'est abattue sur la région et dont tout le monde souffre. Khumba finit par décider de partir à la recherche de ses rayures perdues et quitte le troupeau pour explorer la région environnante, avec l'aide d'une vieille gnou et d'une autruche passionnée des arts. Son voyage devient une quête d'un moyen de sauver tout le troupeau de la sécheresse.

## Fiche technique
- Titre : Khumba
- Réalisation : Anthony Silverston
- Scénario : Camilla Bubna-Kasteliz, Mike de Sève, Raffaella Delle Donne, Jonathan Roberts, Anthony Silverston, Rob van Vuuren et Richelle Wilder
- Musique : Bruce Retief
- Montage : Luke MacKay
- Directeur d'animation : Quentin Vogel
- Producteur : Mike Buckland, Stuart Forrest, James Middleton et Anthony Silverston
  - Producteur délégué : Michael Auret, Basil Ford et Edward Noeltner
  - Producteur associé : Ned Lott
  - Coproducteur : Vanessa Sinden
  - Post-producteur : Firoza Rahim
- Production : Triggerfish Animation Studios (en)
- Distribution : Millenium Entertainment et Metropolitan Filmexport
- Pays de production :  Afrique du Sud
- Durée : 85 minutes
- Dates de sortie : 
  - France : 23 avril 2014

## Distribution

### Voix originales
- Jake T. Austin : Khumba, un Quagga
- AnnaSophia Robb : Tombi, une zèbresse
- Liam Neeson : Phango le léopard
- Laurence Fishburne : Seko, le père de Khumba
- Richard E. Grant : Bradley, une autruche
- Steve Buscemi : Skalk, un lycaon
- Joey Richter : Themba, un zèbre
- Ben Vereen : Mkhulu, un zèbre
- Anika Noni Rose : Lungisa, la mère de Khumba
- Dee Bradley Baker : le père suricate
- Julianna Rose : la fille suricate
- Mason Charles : un suricate
- Andre Robinson : le bébé suricate
- Jeff Bennett : le lapin riverin
- Jennifer Cody : Fifi, une zèbresse
- Bryce Papenbrook : un zèbre
- Devon Graye : un zèbre
- Sindiwe Magona : le guérisseur oryx
- Catherine Tate : Nora, une mérinos
- Loretta Devine : Mama V, une gnou
- Charlie Adler : un lycaon
- Greg Ellis : un zèbre
- Phil LaMarr : un zèbre
- Kathryn Cressida : une zèbresse
- Stephanie Sheh : une zèbresse
- Nik Rabinowitz : Percy, une gazelle
- Adrian Rhodes : la mante
- Juanita Jennings : Zuki, une zèbresse
- Roger L. Jackson : Walkie Talkie l'aigle noir
- Alexander Polinsky : Nigel, un zèbre
- Sam Riegel : Jock, un pangolin
- Khary Payton : un daman des rochers

### Voix françaises
- Luigi Li : Khumba
- Élie Semoun : un suricate, le narrateur
- Vincent Moscato : le capitaine
- Saïd Amadis : Seko, le père de Khumba
- Françoise Cadol : Lungisa, la mère de Khumba
- Waly Dia : Nigel
- Frédéric van den Driessche : Phango, le léopard
- Emmanuel Curtil : Rabbit
- Emmanuel Garijo : Themba
- Kevin Razy : Jannie, Sakkie
- Christine Berrou : Tombi
- Redouanne Harjane : Skalk
- Tony Saint Laurent : Bokkie, captaine, Koos
- Tareek Seddak : Frikkie, Percy
- Élisabeth Wiener : Mama V
- Bernard Alane : Bradley
- Bernard Métraux : Aigle noir
- Stefan Godin : Thabo
- Véronique Alycia : Nora
- Daniel Lobé : Mkhulu
- Barbara Beretta : Fifi

## Bande originale du film
- The Real Me par Loysio Bala.

## Accueil

### Accueil critique
Sur l'agrégateur américain Rotten Tomatoes, le film récolte 44 % d'opinions favorables pour 18 critiques. Sur Metacritic, il obtient une note moyenne de 40⁄100 pour 6 critiques.
En France, le site Allociné propose une note moyenne de 2,9⁄5 à partir de l'interprétation de critiques provenant de 9 titres de presse.

## Distinctions

### Nominations
- Festival international du film de Toronto 2013 : sélection « TIFF Kids »